# Sparkasse Jena-Saale-Holzland
Die Sparkasse Jena-Saale-Holzland ist eine deutsche Sparkasse in Thüringen mit Sitz in Jena. Sie ist eine Anstalt des öffentlichen Rechts und Mitglied im Sparkassen- und Giroverband Hessen-Thüringen und entstand zum 1. Februar 1995 durch die Zusammenlegung der Sparkassen Stadtroda und Eisenberg mit der in Jena. Das Geschäftsgebiet und Träger sind die Stadt Jena und der Saale-Holzland-Kreis.

## Geschäftszahlen
Die Sparkasse Jena-Saale-Holzland wies im Geschäftsjahr 2024 eine Bilanzsumme von 2,791 Mrd. Euro aus und verfügte über Kundeneinlagen von 2,416 Mrd. Euro. Gemäß der Sparkassenrangliste 2024 liegt sie nach Bilanzsumme auf Rang 177. Sie unterhält 39 Filialen/Selbstbedienungsstandorte und beschäftigt 417 Mitarbeiter.

## Sparkassen-Finanzgruppe
Die Sparkasse Jena-Saale-Holzland ist Teil der Sparkassen-Finanzgruppe und gehört damit auch ihrem Haftungsverbund an. Er sichert den Bestand der Institute und sorgt dafür, dass sie auch im Fall der Insolvenz einzelner Sparkassen alle Verbindlichkeiten erfüllen können. Die Sparkasse vermittelt Bausparverträge der regionalen Landesbausparkasse, offene Investmentfonds der Deka und Versicherungen der SV SparkassenVersicherung. Im Bereich des Leasing arbeitet die Sparkasse Jena-Saale-Holzland mit der  Deutschen Leasing zusammen. Die Funktion der Sparkassenzentralbank nimmt die Landesbank Hessen-Thüringen wahr.

## Geschichte

### Schaffung der Sparkassenstiftung
Der Anfang der Sparkasse in Jena geht auf das Jahr 1833 zurück und ist eng mit Großherzogin Maria Pawlowna von Sachsen-Weimar-Eisenach verbunden, die bereits 1821 die Gründung der ersten Sparkasse im Herzogtum in Weimar unterstützte. In Eisenberg und Stadtroda, beide gehörten zu dieser Zeit zum Herzogtum Sachsen-Altenburg, wurden die dortigen Sparkassen 1828 und 1838 gegründet.
Bereits zuvor setzte sich der Stadtrichter und Schultheiß zusammen mit anderen Bürgern der Stadt für die Schaffung einer eigenen Sparkasse ein. Am 15. Juni 1833 hatte der Sparkassenverein eine Gründungsversammlung und erließ eine eigene Satzung. In diesem Statut stellte die Großherzogin das Institut unter ihren besonderen Schutz und gewährte eine Einlage in Höhe von 50 Talern.
Bereits am darauf folgenden Tag wurde die Satzung von dem Herzoglichen Hof in Weimar genehmigt und die Geschäftsräume im Rathaus bezogen. Im Jenaer Wochenblatt stand geschrieben:
Einzahlungen werden angenommen jeden Sonnabend Nachmittags von 2 bis 3 Uhr, Rückzahlungen werden geleistet jeden Dienstag zu derselben Zeit. Die Zahlungen werden berechnet nach Weimarischem Currentgelde. Die niedrigste Einlage ist 4 gr. (Groschen). Für das Sparkassenbuch wird 1 gr. gezahlt. Die Annahme grosser Summen beruhet in dem Ermessen der Kassenverwaltung.
Am 6. August erhielt die Jenaer Sparkasse von Großherzog Karl Friedrich die Rechte einer milden Stiftung verliehen.
Im darauf folgenden Jahr 1834 verzeichnete die Sparkassenstiftung bereits einen Reingewinn von 27,1 Talern, sowie 286 Sparer mit Einlagen in Höhe von 9131 Talern und weitere 8425 Taler an vergebenen Krediten. Ab 1845 erhielt die Stiftung den Status einer „öffentlichen Behörde“ und somit wurden ausgestellte Urkunden als „öffentliche Urkunden“ anerkannt. Bis 1860 erhöhte sich die Anzahl der Sparer auf 4463 mit Einlagen von 328.157 Talern.

### Erweiterung und Wohltätigkeit
Im Jahr 1869 wurde die Satzung erweitert. Von nun an konnte ein Drittel des jährlichen Reingewinns für wohltätige Zwecke und somit auch zur Förderung örtlicher Einrichtungen gestiftet werden. Für 1871, dem Jahr der Einführung der Goldmark im Deutschen Kaiserreich, sind zum Beispiel Gelder an das Gymnasium der Stadtgemeinde, die Feuerwehr oder für die Restauration der Stadtkirche St. Michael vermerkt.
Da Geschäftsräume fehlten und die Stadt ein Gymnasium benötigte, erklärte sich die Sparkasse 1872 bereit, Gelder für ein Gebäude bereitzustellen. Bis 1883 wurde das Gymnasium „Carolo-Alexandrium“ dann vollständig der Stadt übergeben. Im Gegenzug erhielt die Sparkasse ein Grundstück für einen Neubau am Löbdergraben, der schon im Folgejahr fertiggestellt wurde. Im Jahr 1885 gab die Sparkasse Carl Zeiss, dessen optische Werkstatt sich im Laufe der Zeit zu einem weltweit bekannten Unternehmen der feinmechanisch-optischen Industrie entwickeln sollte, einen ersten Kredit in Höhe von 25.000 Mark.
Bis 1880 hatten 12.462 Sparer über fünf Millionen Mark der Sparkassenstiftung anvertraut. In den folgenden zehn Jahren erhöhte sich die Zahl auf 17.451 Sparer mit Einlagen von über acht Millionen Mark. 1910 wurde beschlossen, ein Grundstück für einen Neubau zu kaufen. Der Architekt Karl Börgemann aus Hannover erhielt den Zuschlag. Die Steinmetzarbeiten übernahm der Jenaer Otto Späte und die Ausstattung der Tresorräume die Leipziger Geldschrankfabrik Carl Kästner. Das neue Hauptgebäude in der Ludwig-Weimar-Gasse wurde im Jahr darauf fertiggestellt und am 7. April 1913 eingeweiht.

### Gründung der Stadtsparkasse
Bereits seit 1905 gab es Bemühungen, im östlich der Saale gelegenen Wenigenjena eine eigene Sparkasse zu schaffen. Im Oktober 1909 wurde der Ort zusammen mit Camsdorf eingemeindet. Um ein zweites Institut zu vermeiden, sollte die Stiftungssparkasse in eine städtische Sparkasse umgewandelt werden, was jedoch nicht gelang.
Mit dem Beschluss einer Satzung der neuen Stadtsparkasse am 14. September 1912 und der Gründung am 20. Dezember existierten von nun an zwei Sparkassen in Jena. Kurze Zeit später richtete das neue Institut zwei Schulsparkassen ein. Nach einem Jahr hatten 2239 Sparer insgesamt 547.508 Mark angelegt. In Zwätzen und Ziegenhain wurden 1913/14 neue Filialen eröffnet.
Teilnehmer des Ersten Weltkriegs erhielten bis 1918 fünf Prozent Zinsen auf Guthaben. Die Stadtsparkasse war während des Krieges Anlaufstelle des Roten Kreuzes und Annahmestelle der „Thüringer Kriegsversicherung auf Gegenseitigkeit“ sowie „Reichs-Sammelstelle von entbehrlichem Gold und Silber zum Besten der Nationalstiftung für Hinterbliebene der im Krieg Gefallenen“. In den Jahren 1916/17 erfolgte die Einführung von Überweisungen und Schecks, im Jahr darauf ebenfalls bei der Sparkassenstiftung. 1918 wurde die Stadtsparkasse Mitglied im Sparkassen- und Giroverband Sachsen/Sachsen-Anhalt und Thüringen. Die Höhe der Einlagen erreichte fünf Millionen Mark. Bei der Stiftung hatten 35.926 Kunden inzwischen mehr als 27 Millionen Mark angespart.

### Weimarer Republik und Drittes Reich
Das Thüringer Innenministerium übernahm 1919 die Aufsicht der Stiftungssparkasse, deren Geschäfte im Zuge des Verfalls der Währung sowie wirtschaftspolitischer Entscheidungen der Regierung zurückgingen. Beide Institute hatten mit der Inflation in Deutschland zu kämpfen, die erst 1923 mit einer Währungsreform und der Einführung der Reichsmark beendet wurde.
Erst 1925 erreichten die Spareinlagen wieder eine Million Mark bei der Stadtsparkasse. Mit dem Unternehmen Carl Zeiss wurde im gleichen Jahr eine Vereinbarung getroffen, die es ermöglichte, die Gehälter der Arbeiter direkt auf deren Sparkonten zu überweisen. Um den Sparsinn bei Kindern und Jugendlichen zu fördern, errichtete die Stadtsparkasse bis 1928 an allen Schulen in Jena Sparautomaten. Schulanfänger erhielten ein Sparbuch mit einer Reichsmark als Guthaben. Für Kleinsparer gab es Sparbüchsen und Sparuhren. Bis 1930 stiegen die Einlagen der Sparkasse auf 8,8 Millionen Reichsmark.
Mit der Weltwirtschaftskrise, die ab 1929 einsetzte, und der einhergehenden Deutschen Bankenkrise verschlechterte sich die wirtschaftliche Lage. Die Stiftungssparkasse musste im Jahr 1931, als beide Sparkassen in Anstalten des öffentlichen Rechts umgewandelt wurden, einen Kredit von 750.000 Reichsmark bei der Akzeptanz- und Garantiebank aufnehmen. Die Stadtsparkasse überstand die Krise, ohne sich zu verschulden.
Die Machtübernahme der Nationalsozialisten 1933 in Deutschland bedeutete für beide Sparkassen die Eingliederung in die NS-Wirtschaftsstrukturen und faktisch den Verlust der Selbstständigkeit, während das Prinzip der Selbstverwaltung formal bestehen blieb. Die Thüringer Mustersatzung für Sparkassen wurde im selben Jahr übernommen, mit der sie laut Satzung in eine „gemeinnützige öffentlich-rechtliche Anstalt mit eigener Rechtspersönlichkeit“ umgewandelt wurden. Die Stadtsparkasse konnte somit auch einen Teil des Reingewinns für gemeinnützige Zwecke an die Stadt übergeben.
Eine Anerkennung als Kreditinstitute erhielten beide Sparkassen mit dem Reichsgesetz über das Kreditwesen von 1934. Im Jahr darauf erfolgte die Umstellung auf Registrierkassen als Buchungssystem und auf Anweisung des Reichskommissars für das Kreditwesen Friedrich Ernst einheitliche Zinssätze für Spareinlagen. Die Stadtsparkasse konnte die Einlagen auf über zehn Millionen Reichsmark erhöhen und 1936 konnten 5000 Reichsmark für die Schaffung eines städtischen Pensionsfonds gespendet werden. Die Stiftungssparkasse wurde inzwischen auf Anordnung der Reichsbank als Devisenbank geführt.
Auf Weisung der Aufsichtsbehörde wurde 1938 die im Jahr 1921 gegründete Stadtbank wegen fehlender Liquidität in die Stadtsparkasse eingegliedert. Da die Geschäftsräume in der Weigelstraße 2 zu klein wurden, erwog man einen Neubau auf dem zwei Jahre später gekauften Grundstück am Löbdergraben 32. 1941 wurde das System des „Eisernen Sparens“ eingeführt. Bei dem Angriff alliierter Bomber am 19. März 1945 wurde das Gebäude der Stadtsparkasse zerstört, die dann in der Gewerbeschule in der Paradiesstraße 6 Unterkunft beziehen musste. Mit dem Inkrafttreten der bedingungslosen Kapitulation am 8. Mai wurde die Sparkasse geschlossen.

### Zeit bis zu der Wende in der DDR
Erst am 13. August 1945 kam es zur Neueröffnung und am 1. Oktober wurden die ehemaligen Räume der Deutschen Bank am Löbdergraben 9 bezogen. Auf Anordnung der Landesbehörde wurde die Stiftungssparkasse 1947 aufgelöst und alle Vermögenswerte und Einlagen der Stadtsparkasse unterstellt. Die Hauptgeschäftsstelle mit 70 Mitarbeitern war in der Ludwig-Weimar-Gasse 5.
Im Juni 1948 wurde die Reichsmark in den westlichen Besatzungszonen für ungültig erklärt, worauf die sowjetische Militäradministration beschloss, die Reichsmark-Banknoten mit Spezialcoupons zu bekleben. Es erfolgte die Einführung der DDR-Mark. Das Institut bearbeitete 61.026 Tauschanträge mit einem Volumen von über 16 Millionen Reichsmark, was in etwa der Anzahl der geführten Konten entsprach. Am 30. April 1951 kam es zum Zusammenschluss mit den Kreissparkassen von Stadtroda und Eisenberg, die aber zum 1. Januar 1952 wieder aufgelöst wurde.
Mit den Verwaltungsreformen und der Schaffung der Bezirke erfolgte auch eine Umorganisation des Sparkassenwesens in der DDR. Die Sparkasse, die nun der Zentralbank der DDR unterstellt war, hatte somit faktisch eine Monopolstellung in der Region bei der Abwicklung des täglichen Zahlungs-, Spar- und Kreditverkehrs für die dortigen Einwohner. Neue Geschäftsstellen wurden seit 1954 bei dem Jenaer Glaswerk, Jenapharm, Zeiss und dem Kahlaer Porzellanwerk, sowie in Jena-Nord, Göschwitz, Winzerla und Lobeda eröffnet.
Bei der Einführung neuer Banknoten im Oktober 1957 war die Sparkasse für den Kreis Jena-Land zuständig, während die Deutsche Notenbank das Stadtgebiet versorgte. Bis 1960 wurde das Filialnetz auf elf Geschäftsstellen erweitert. 1965 erfolgte die Umstellung auf elektronische Buchhaltung; im Jahr darauf eine Vereinheitlichung der Kontonummern. Der Buchungsverkehr wurde nach 1972 elektronisch abgewickelt. Bis Ende der 1980er Jahre wurden 86.000 Girokonten bei der Sparkasse geführt. Die friedliche Revolution von 1989 und das Ende der DDR bedeuteten für das Geldinstitut große Veränderungen.
Mit dem Inkrafttreten der Währungs-, Wirtschafts- und Sozialunion am 1. Juli 1990 änderte sich die Situation dann. Von nun an standen die westdeutschen Großbanken Bayerische Vereinsbank, Bayerische Hypotheken- und Wechselbank, Commerzbank, Deutsche Bank und Dresdner Bank, die Filialen in Jena eröffneten, im direkten Wettbewerb mit der Sparkasse. Bei der gleichzeitigen Einführung der D-Mark wurden 140.000 Umstellungsanträge mit einem Volumen von 959 Millionen DM abgearbeitet.

### Die Sparkasse im vereinigten Deutschland

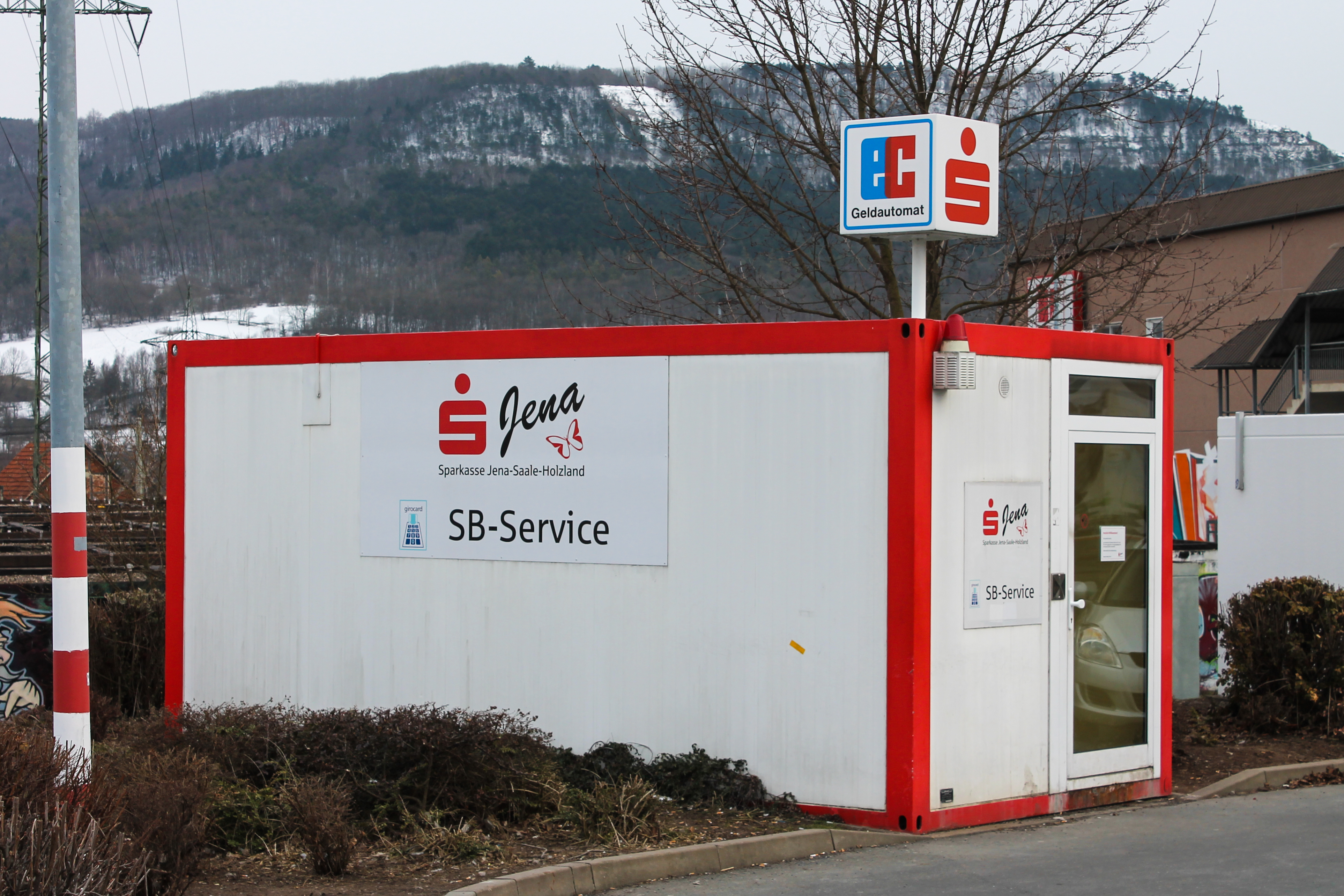
SB-Container mit Geldautomat

Zum 1. Januar 1991 übernahm Josef Schmitz die Leitung der Sparkasse. Die ersten zwei Geldautomaten wurden im Juni eingerichtet. Bis November standen weitere zwei Geldautomaten und 19 Kontoauszugsdrucker in den Filialen zur Verfügung. Im Verlauf der Jahre 1992 bis 1994 wurden neue oder sanierte Geschäftsstellen in weiteren Ortsteilen von Jena und den umliegenden Gemeinden eröffnet, wie beispielsweise in Drackendorf, Hummelshain oder Camburg.
Zum Ende des Jahres 1993 arbeiteten 400 Angestellte und 53 Auszubildende bei der Sparkasse in 20 Filialen. Im Februar 1994 wurde eine mobile Filiale in Betrieb genommen. Ein Bus der Marke Mercedes-Benz war in 16 kleineren Gemeinden des Landkreises Jena im Einsatz. Nach vierjähriger Bauzeit wurde am 11. Juli die Hauptgeschäftsstelle in der Ludwig-Weimar-Gasse wieder eröffnet. Ab 1. September übernahm Martin Fischer die Führung, der zuvor mehrere Jahre eine Commerzbank-Filiale im baden-württembergischen Villingen geleitet hatte. Ende des Jahres wurden Unregelmäßigkeiten bei der Kreditvergabe öffentlich, die Bilanzverluste in Höhe von 140 Millionen DM für das Geschäftsjahr 1993 zur Folge hatten.
Das Thüringer Wirtschaftsministerium erteilte am 31. Januar 1995 die Genehmigung zum Zusammenschluss der Sparkassen in Jena, Eisenberg und Stadtroda zum 1. Februar. Der Saale-Holzland-Kreis entstand schon im Jahr zuvor im Zuge der Kreisreform in Thüringen aus den damaligen Landkreisen Eisenberg, Jena und Stadtroda. So bekam das neue Geldinstitut, das nun etwa 660 Mitarbeiter beschäftigte, den Namen „Sparkasse Jena-Saale-Holzland“. Ende 1995 bestand das Filialnetz aus 35 Geschäftsstellen, in denen 56 Geldautomaten zur Verfügung standen. Nach der Fusion im Vorjahr ging 1996 die technische Umsetzung des Zusammenschlusses voran. Etwa 200.000 Konten waren von den Änderungen betroffen. Jeder Kunde erhielt eine neue Kontonummer und Geldkarte. Die Sparkasse hatte mit „830 530 30“ eine neue Bankleitzahl zugeteilt bekommen.
Das Filialnetz wurde 1997 weiter ausgebaut. So eröffnete am 28. Februar eine zweite Geschäftsstelle in Stadtroda, am 17. März eine in Jena-West und am 18. August in eine weitere in Crossen. Die im Vorjahr eingeführte Geldkarte wurde ab November angeboten. Der im Sommer 1998 erfolgte Gang an die Börse der Jenaer Unternehmen Jenoptik und Intershop wurde von der Sparkasse begleitet. Im Dezember begann der Einzug in den Neubau „City Carree“ mit etwa 4000 Quadratmeter Bürofläche, der am 13. Juni offiziell eröffnet wurde. Zum 1. Januar 1999 wurde der Euro zunächst als Buchgeld wie bei allen Geldinstituten in Deutschland eingeführt. Alle Automaten mussten auf die neue Währung umgestellt und zudem auf eine mögliche Anfälligkeit des Jahr-2000-Problems überprüft werden.
Wegen des 1994 öffentlich gewordenen Sparkassenskandals erhob die Staatsanwaltschaft im Februar 2000 Anklage gegen ehemalige Mitarbeiter. Erstmals 2001 konnte die Sparkasse dann wieder einen Millionengewinn verbuchen. Ab 17. Dezember des Jahres wurden die Euro-Starterkits ausgegeben. An den 53 Geldautomaten der Sparkasse war die neue Währung zum 1. Januar 2002 um 0:36 Uhr verfügbar. Im März 2003 schlossen sich die Sparkassen in Erfurt, Weimar und Weimarer Land, sowie die in Sömmerda zu der Sparkasse Mittelthüringen zusammen. Die Sparkasse Jena-Saale-Holzland wollte unabhängig bleiben und sah keine Notwendigkeit für eine Fusion mit anderen Geldinstituten der Region. Eine neue Stiftung wurde im Dezember 2005 gegründet.
Der Vorstandsvorsitzende Martin Fischer erklärte die Krise der 1990er Jahre im Mai 2006 endgültig für beendet. 100 Millionen D-Mark mussten die Stadt Jena und der Saale Holzland-Kreis, die beiden Träger aufbringen, um die Sparkasse zu stützen. Das Institut zahlte nun erstmals auch wieder Steuern und eröffnete eine Seite im Internet. Zum 175-jährigen Jubiläum 2008 beschäftigte die Sparkasse 480 Mitarbeiter in 27 Filialen und hatte etwa 150.000 Kunden. Anfang Juli 2012 übernahm Erhard Bückemeier den Vorstand.

## Filialen und Geldautomaten
Die Sparkasse Jena-Saale-Holzland unterhält insgesamt 39 Filialen, davon acht in Jena, je zwei in Hermsdorf und Stadtroda und jeweils eine in Bürgel, Camburg, Crossen an der Elster, Eisenberg und in Kahla.

## Tochterunternehmen
- S-Immobilien- und Servicegesellschaft mbH Jena